# Fiddlin’ Joe Martin
Fiddlin’ Joe Martin (* 8. Januar 1900 in Edwards, Mississippi; † 2. November 1975 in Walls, Mississippi) war ein US-amerikanischer Bluesmusiker. 
Martin lernte als Kind Gitarre, dann Posaune; später kam die Mandoline und der Kontrabass hinzu (daher der Spitzname). Er begleitete zahlreiche Sänger des Delta Blues wie Charley Patton, Willie „Hambone“ Newbern, Johnnie Temple, Memphis Minnie, Willie Brown und Son House. Mit Willie Brown und Son House nahm er auch Schallplatten auf. Nachdem 1940 seine Hände bei einem Brand geschädigt worden waren, wechselte er zu Waschbrett bzw. Schlagzeug. Er war der Drummer von Howlin’ Wolf; dann arbeitete er mit Woodrow Adams und war an allen Aufnahmen von diesem beteiligt.

## Diskographische Hinweise
- Martin Scorsese Presents the Blues: Son House, Aufnahmen von 1930 bis 1965, Interpreten: Son House (g, voc), Leroy Williams (harm), Willie Brown (g), Alan Wilson (g), Joe Martin (mand, Sprech), Sony Music, 2004.